# 成简公
成简公（?—?），春秋时期成国诸侯，姬姓，名字不详，子爵。鲁昭公七年（前535年）秋八月，卫襄公恶去世。周景王派成简公到卫国吊丧，追命卫襄公：“叔父陟恪，在我先王之左右，以佐事上帝。余敢高圉、亚圉？”
| 前任： 成肅公 | 成国国君 — | 繼任： 成桓公 |